# Elizabeth Bishop
Elizabeth Bishop, född 8 februari 1911 i Worcester, Massachusetts, död 6 oktober 1979 i Boston, Massachusetts, var en amerikansk poet och författare. Hon blev 1976 den första kvinnan och första amerikanska författaren som fick Neustadtpriset i litteratur. Priset hade tidigare hetat Books Abroad International Prize och Bishop blev den fjärde pristagaren alltsomallt.